# Anthomyia xanthopus
Anthomyia xanthopus är en tvåvingeart som först beskrevs av Willi Hennig 1976.  Anthomyia xanthopus ingår i släktet Anthomyia och familjen blomsterflugor. Inga underarter finns listade i Catalogue of Life.